# Ittle Dew
Ittle Dew är ett actionäventyrsspel utvecklat och utgivit av den svenska spelutvecklaren Ludosity. Spelaren styr en flicka, Ittle, som utforskar en ö tillsammans med sin vän Tippsie. Ittle Dew är inspirerat av traditionella äventyrsspel, som The Legend of Zelda.
När spelet fortskrider, hämtar spelaren upp till tre saker i spelets tre fängelsehål: ett eldsvärd, som ersätter pinnen, en stav som kan frysa fiender och väggar samt en pinne för att skapa block och teleportera spelaren eller fienderna. Det är möjligt att fullföra spelet med några par saker, men de flesta spelare får alla tre objekten i sitt första spel. Att klara spelet med två saker kräver att man löser mer utmanande pussel.
En uppföljare, Ittle Dew 2 släpptes 2016.